# 26. новембар
26. новембар (26.11.) је 330. дан године по грегоријанском календару (331. у преступној години). До краја године има још 35 дана.

## Догађаји
- 1703 — У дводневној „Великој олуји“ у јужној Енглеској погинуло је најмање 8.000 људи.
- 1865 — Објављена је књига Луиса Керола „Алиса у земљи чуда“
- 1880 — Велике силе су присилиле Турску да Црној Гори преда Улцињ, који су Црногорци заузели у рату од 1876. до 1878.
- 1914 — У Првом светском рату експлодирао је британски ратни брод „Булворк“, док је у њега укрцавана муниција. Од 750 чланова посаде преживело је само њих 12.
- 1918 — Велика народна скупштина у Подгорици је одлучила да се са престола збаце Петровићи Његоши и да се краљевина Црна Гора присаједини краљевини Србији.
- 1922 — Отворена је гробница фараона Тутанкамона, коју је у Долини краљева код Луксора открио енглески археолог Хауард Картер. Картер и лорд Карнавон били су први људи који су ушли у гробницу после више од 3.000 година, када је у њу положен фараон.
- 1940 — Немци су у окупираној Варшави у Другом светском рату почели да ограђују део града од којег су направили гето за око пола милиона пољских Јевреја.
- 1941 — Шест јапанских носача авиона у великој тајности испловило ка америчкој луци Перл Харбор.
- 1942 — У Бихаћу је у Другом светском рату основано Антифашистичко веће народног ослобођења Југославије, а 54 делегата су изабрала Извршни одбор АВНОЈ-а са др Иваном Рибаром на челу.
- 1949 — У Индији је прихваћен устав којим је Индијска Унија постала република у оквиру британског Комонвелта. Устав је ступио на снагу у јануару 1950.
- 1965 — Француска је лансирала први вештачки сателит.
- 1967 — Народни ослободилачки фронт прогласио је у Адену Народну Републику Јемен (Јужни Јемен), након 128 година британске колонијалне владавине.
- 1978 — Ирански верски лидери и политичари, у настојању да оборе шаха Резу Пахлавија, прогласили су генерални штрајк који је парализовао живот у Ирану.
- 1979 — Међународни олимпијски комитет гласао је да се, после 21 године одсуства, Кини обнови чланство у тој организацији.
- 1986 — Од иранске ракете која је пала у ирачки главни град Багдад у Ирачко-иранском рату погинуло је 48 цивила.
- 1987 — Тајфун је на Филипинима разорио око 14.000 кућа, погинуло је 270 људи.
- 1990 — Савет безбедности УН је одобрио мировни план за Камбоџу.
- 1993 — Први генерални штрајк у Белгији после готово пола века парализовао је привреду и саобраћај и приморао владу на преговоре са синдикатима.
- 1998 — У заједничкој декларацији током посете кинеског председника Ђанга Цемина, Јапан је изразио дубоко кајање због акција које је предузео у Кини у Другом светском рату.
- 2000 — Бивши председник СР Југославије Слободан Милошевић је на ванредном конгресу Социјалистичке партије Србије поново изабран за председника партије. Милошевић је у јуну наредне године изручен Међународном суду за ратне злочине у Хагу.
- 2001 — Непалски краљ Ђанендра објавио је ванредно стање у земљи након тродневних немира, током којих је убијено најмање сто људи, а које су изазвали припадници маоистичког герилског покрета у покушају да свргну монархију са власти.
- 2009 — Радикалка Гордана Поп Лазић на седници скупштине Србије гађала ципелом председавајућу Гордану Чомић.
- 2014 — Сонда Филе Европске свемирске агенције је слетела на комету 67П/Чурјумов-Герасименко.

## Рођења
- 1845 — Мајор Михаило Илић, српски официр, војни писац, научник и преводилац, један од Јаворских јунака. (прем. 1876)
- 1894 — Норберт Винер, амерички математичар и филозоф, познат као оснивач кибернетике. (прем. 1964)
- 1903 — Алиса Херз-Сомер, чешко-енглеска пијанисткиња и педагошкиња. (прем. 2014)
- 1909 — Ежен Јонеско, румунско-француски драматург и писац. (прем. 1994)
- 1911 — Семјуел Решевски, амерички шахиста. (прем. 1992)
- 1919 — Фредерик Пол, амерички писац. (прем. 2013)
- 1939 — Марк Марголис, амерички глумац. (прем. 2023)
- 1939 — Тина Тарнер, америчка музичарка и глумица. (прем. 2023)
- 1948 — Крешимир Ћосић, хрватски кошаркаш и кошаркашки тренер. (прем. 1995)
- 1951 — Илона Шталер, мађарско-италијанска порнографска глумица, политичарка и певачица.
- 1958 — Бошко Ђокић, српски кошаркашки тренер. (прем. 2019)
- 1969 — Шон Кемп, амерички кошаркаш.
- 1971 — Борис Миливојевић, српски глумац.
- 1977 — Иван Басо, италијански бициклиста.
- 1980 — Алберт Монтањес, шпански тенисер.
- 1981 — Наташа Бедингфилд, енглеска музичарка.
- 1983 — Рејчел Стар, америчка порнографска глумица.
- 1987 — Јоргос Цавелас, грчки фудбалер.
- 1990 — Дени Велбек, енглески фудбалер.
- 1990 — Рита Ора, енглеска певачица и глумица.
- 1992 — Катарина Гардијан, српска певачица.
- 2002 — Роко Пркачин, хрватски кошаркаш.

## Смрти
- 1504 — Изабела I Католичка, краљица Кастиље од 1474.
- 1744 — Ђузепе Гварнери, италијански градитељ виолина.
- 1855 — Адам Мицкјевич, пољски писац.
- 1888 — Герман Анђелић, патријарх српске православне цркве. (рођ. 1822)
- 1893 — Милан Кујунџић Абердар, српски песник, филозоф и политичар. (рођ. 1842)[1]
- 1910 — Лаза Костић, српски књижевник, песник, новинар, драмски писац и естетичар
- 1968 — Арнолд Цвајг, немачки писац.
- 2013 — Слободан Каралић, српски и југословенски фудбалер. (рођ. 1956)

## Празници и дани сећања
- Српска православна црква данас прославља
  - Свети Јован Златоусти